# Néb Mária

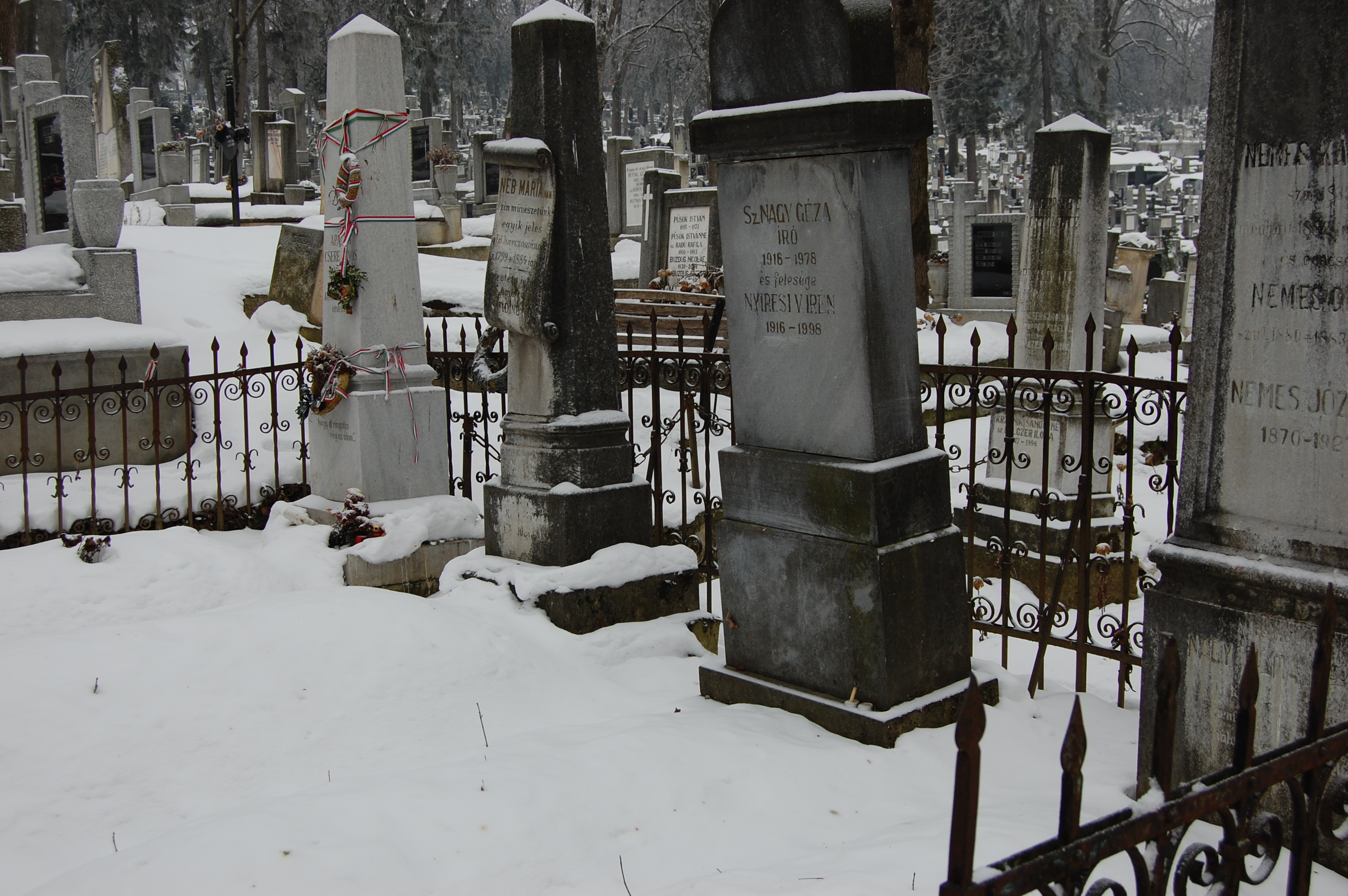
Sírja a Házsongárdi temető egyik sírkertjében. Balról jobbra: Apáczai Csere János és felesége síremléke; Néb Mária színésznő sírja; Sz. Nagy Géza író, sportember és felesége sírja

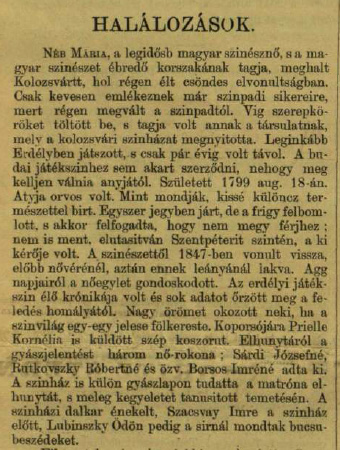
Nekrológja a Vasárnapi Ujság 1884. január 27-i számában

Néb Mária (Kolozsvár, 1799. augusztus 18. – Kolozsvár, 1884. január 17.) színésznő.

## Életpályája
Apja orvos volt. 1812-ben Néb Máriskó néven gyermekszínész Kolozsváron, ahol 1819-ig volt tag. 1821-től mint komika lépett fel. 1847-ben visszavonult a színészettől. Noha a budai Várszínházhoz is hívták, kizárólag Erdély és a Partium városaiban játszott. Utoljára 1871. április 1-jén lépett fel a Farkas utcai kőszínház 50 éves jubileumán, egy élőkép szereplőjeként. Erős egyéniség, különcködő ember volt. Miután eljegyzése felbomlott, megfogadta, hogy soha nem megy férjhez, ehhez tartotta is magát. Egyik kikosarazott kérője Szentpétery Zsigmond volt.
Faliczky Jánosné (Gaszner Franciska) írónővel Velleda, a bölcs asszony címen színművet is irt.
Élete végén a jótékony nőegylet támogatásából élt. Síremlékét a Házsongárdi temetőben egyik rokona készíttette.
Korának egyik legnépszerűbb komikája volt.

### Főbb szerepei
- Viarda (Weber–Wolf: Preciosa)
- Luca (Kisfaludy Károly: Csalódások)
- Margit (Kisfaludy Károly: A leányőrző)
- Zsémbesné (August von Kotzebue: Pajzán ifjú)
- Mécsesné (Munkácsy János: Garabonciás diák)